# Brooke Hanson
Brooke Hanson (Manly (New South Wales), 18 maart 1978) is een internationaal topzwemster uit Australië, die is gespecialiseerd in de schoolslag.
Hanson begon met zwemmen op vierjarige leeftijd, en was in 1994 het jongste lid van de Australische zwemploeg bij de Gemenebestspelen. Pas acht jaar later wist Hanson zich weer te plaatsen voor een internationaal toptoernooi. Een jaar later, bij de wereldkampioenschappen langebaan (50 meter) in Barcelona, won ze de zilveren medaille op de 50 meter schoolslag. Haar grootste succes beleefde ze in 2004, toen Hanson met de estafetteploeg de gouden medaille won op de 4x100 meter wisselslag bij de Olympische Spelen in Athene.
Op 17 juni 2007 werd zij bijna geëlektrocuteerd, toen ze in Melbourne reclame maakte voor een bubbelbad. Zij werd met spoed opgenomen in het ziekenhuis, maar mocht de volgende dag weer naar huis.